# Амурське
Аму́рське (до 1948 року — Алаба́ш-Конра́т; крим. Alabaş Qoñrat) — село Курманського району Автономної Республіки Крим.

## Опис
Відстань від райцентру до населеного пункта становить 26 кілометрів по прямій.
Розташоване на південному заході району в степовому Криму, за 1 км від залізничної станції Елеваторна, в середній течії річки Салгир, висота над рівнем моря — 91 м.
Площа 206 га, населення 2592 особи, з них 958 кримських татар, кількість дворів 811.
У селі знаходилася центральна садиба СВК «Схід», за якою було закріплено 7,5 тис. га сільськогосподарських угідь, у тому числі 5,4 тис. га орних земель. В даний час землі розпайовано, створено 38 фермерських господарств.
На території села розташовані загальноосвітня школа І-ІІІ ступенів, в якій навчаються 267 дітей, спортивний комплекс, фельдшерсько-акушерський пункт, магазин будматеріалів, 4 магазини змішаних товарів. Вулиці асфальтовані, водопостачання централізоване. На території села працює ЗАТ «Октябрський винноконьячний завод».

## Мова
Розподіл населення за рідною мовою за даними перепису 2001 року:
| Мова              | Відсоток |
| ----------------- | -------- |
| українська        | 8,92 %   |
| кримськотатарська | 33,02 %  |
| російська         | 55,53 %  |
| інші              | 0,56 %   |

## Історія
Село відоме з часів Кримського ханства, в останній його період Алабаш-Конрат входив до Ташлинського кадилика Акмечетського каймаканства, перша документальна згадка села зустрічається в Камеральному Описі Криму… 1784 року.
В результаті еміграції кримських татар внаслідок політики російської адміністрації, особливо масової після Кримської війни 1853—1856 років, село спустошене. У 1890 році тут з'являється німецька колонія.
Згідно зі Списком населених пунктів Кримської АРСР за Всесоюзним переписом 17 грудня 1926 року, в селі Алабаш-Конрат було 45 дворів, з них 43 селянських, населення становило 200 осіб, з них 89 німців, 61 українець, 28 росіян, 13 чехів, 9 записано у графі «інші», діяла німецька школа.
У 1941 році німці з села були депортовані, у 18 травня 1948 року Указом Президії Верховної Ради РРФСР Алабаш-Конрат перейменували на село Амурське.
У 2023 році у проєкті Постанови Верховної Ради України «Про перейменування деяких населених пунктів Автономної Республіки Крим» селу запропоновано повернути назву Алабаш-Конрат.